# Ramaria flavescens
Ramaria flavescens (Jacob Christian Schäffer, 1774 ex Ron Petersen, 1974) din încrengătura Basidiomycota în familia Gomphaceae și de genul Ramaria, este o ciupercă comestibilă pe alocuri destul de răspândită care coabitează. O denumire populară nu este cunoscută. În România, Basarabia și Bucovina de Nord se dezvoltă de la câmpie la munte, pe sol calcaros, în grupuri, adesea în cercuri de vrăjitoare, în păduri de foioase și în cele mixte, cu predilecție sub fagi. Unii autori pretind că ar trăii în regiunile montane și în păduri de conifere pe lângă molizi și pini. Timpul apariției este între (aprilie) mai și octombrie.

## Taxonomie

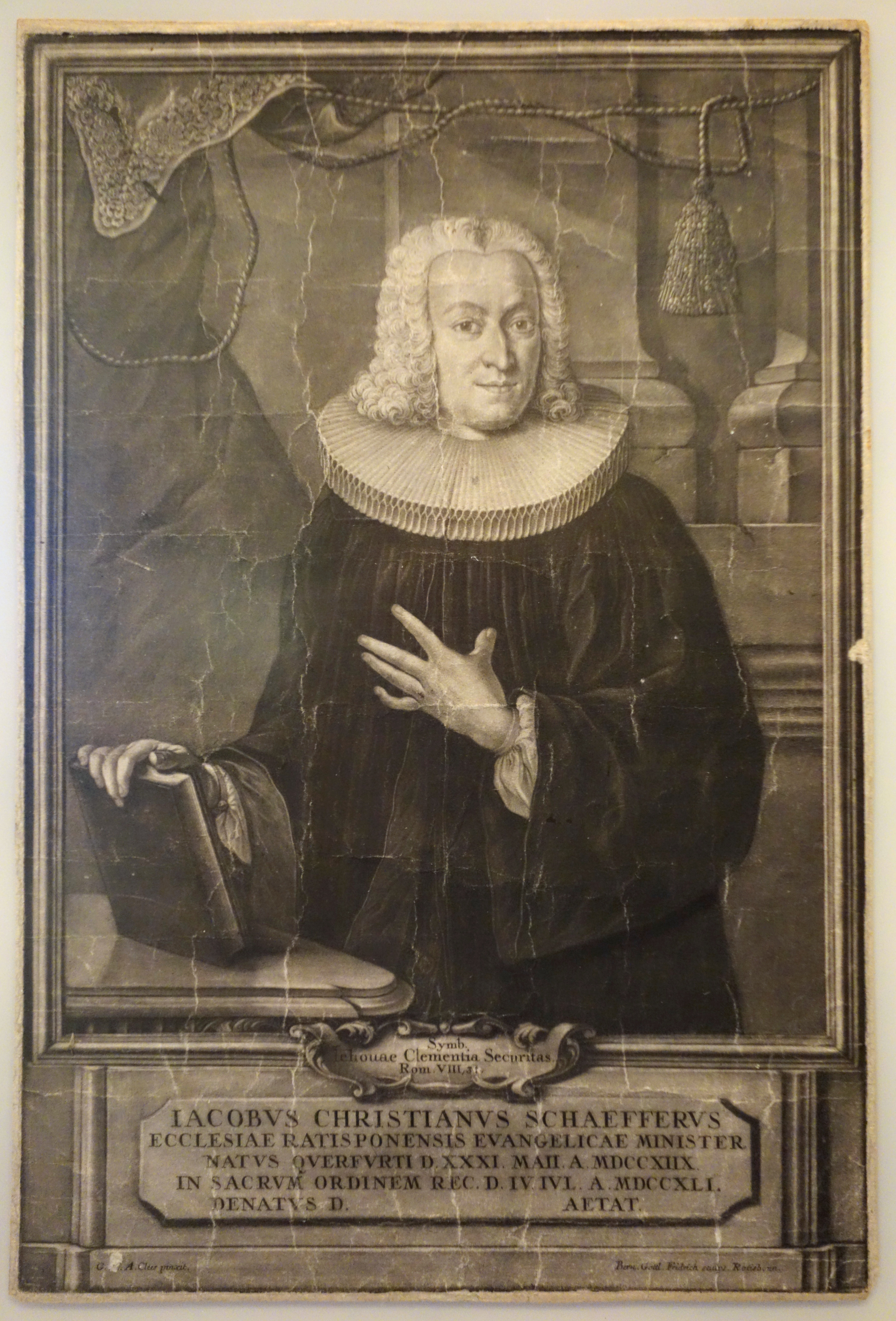
J. C. Schäffer

Numele binomial Clavaria flavescens a fost determinat de cunoscutul om de știință german Jacob Christian Schäffer în volumul 4 al marii sale opere Fungorum qui in Bavaria et Palatinatu circa Ratisbonam nascuntur icones, nativis coloribus expressae din 1774.
Până în 1974, când micologul american Ron Petersen a dovedit independența speciei,  transferând-o corect la genul Ramaria sub păstrarea epitetului (de verificat în volumul 61 al jurnalului de botanică American Journal of Botany), specia fusese alocată soiurilor Ramaria aurea respectiv Ramaria formosa, datorită marii asemănări. Taxonul lui Petersen este numele curent valabil (2021).
Variația Ramaria flavescens var. suaveolens, descrisă de micologii italieni Paolo Franchi și Mauro Marchetti în volumul 59 al jurnalului micologic Rivista Di Micologia din 2017 și editată de renumita Associazione Micologica Bresadola este acceptată sinonim.
Alte încercări de redenumire nu au fost făcute.
Epitetul este derivat din cuvântul latin latin (latină flavescens=îngălbenind, decolorat), datorită culorii ciupercii pe exterior.

## Descriere

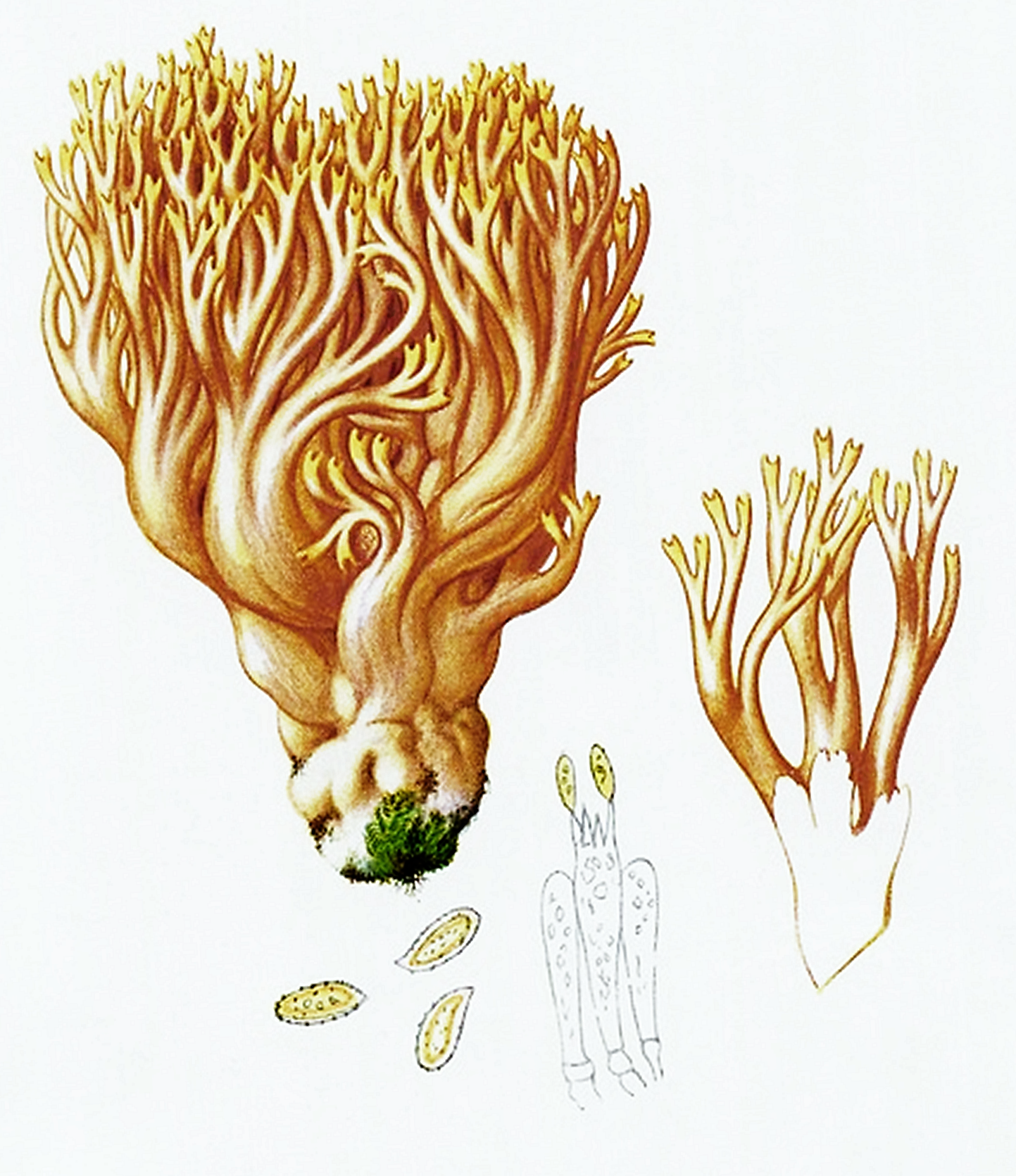
Bres.: Clavaria formosa, similară

- Corpul fructifer:  are o înălțime de până la 16 cm și un diametru de 12-20 cm, atingând uneori un diametru de 25cm. Se împarte dintr-un cocean cărnos, în numeroase ramificații verticale și cilindrice cu excrescențe spinoase, cărnoase, moi și fragile, umede, clar marmorate, groase de 1,5cm la bază și subțiate treptat în sus, fiind aproape mereu bifurcate spre vârfurile preponderent scurte. Coloritul galben atât timp cât ciuperca este tânără schimbă apoi peste galben-portocaliu într-un roșiatic de caise cu nuanțe de roșu de somon, vârfurile rămânând ceva mai deschise.
- Piciorul:  cu o lungime de 2-5cm și o grosime de până la 5cm și țuguiat spre bază este foarte robust și cărnos,  fiind albicios în partea inferioară, iar în cea superioară.
- Carnea: este albicioasă, apos-marmorată, fiind destul de moale și fragilă. Mirosul este plăcut aromatic-acrișor, și de ciuperci, gustul fiind în tinerețea buretelui blând, dar devine cu avansarea în vârstă din ce în ce mai amar, începând în vârfuri.[3][4]
- Caracteristici microscopice: are spori întins fusiformi până sub-cilindrici, adesea cu o depresie hilară, cianofili și pereți aspri cu ornamentații  verucoase, puternic bombate, parțial aproximativ îndreptate de-a lungul, cu o mărime de (9,4) 11,5 (13)- (3,7) 4,2 x 5,5 microni. Pulberea lor este de colorit ocru-gălbui. Basidiile clavate cu 4 sterigme și o clemă bazală fiecare măsoară 60–80 x 8–10 microni. Hifele cu un diametru de până la 20 µm sunt netede până fin aspre, hialine (translucide) cu pereți subțiri (0,5-0,8 µm) și tranziții de septuri în formă de ampulă. Trama ramurilor prezintă multe cleme ușor de găsit. Celulele finale lăptos-tulbure sunt clavate până în formă de ampulă. Hifele hialine până lăptos-gălbuie în rizomorfe cu pereți de 1,5 μm au un diametru de 4 µm în exterior, sunt presărate cu cristale polimorfe, măsurând în interior până la 6 µm. Miceliul bazal cu numai puține fibule nu este gelificat. Toate septurile intermediare nu poartă cleme.[9][10]
- Reacții chimice: nu sunt cunoscute.[3][4]

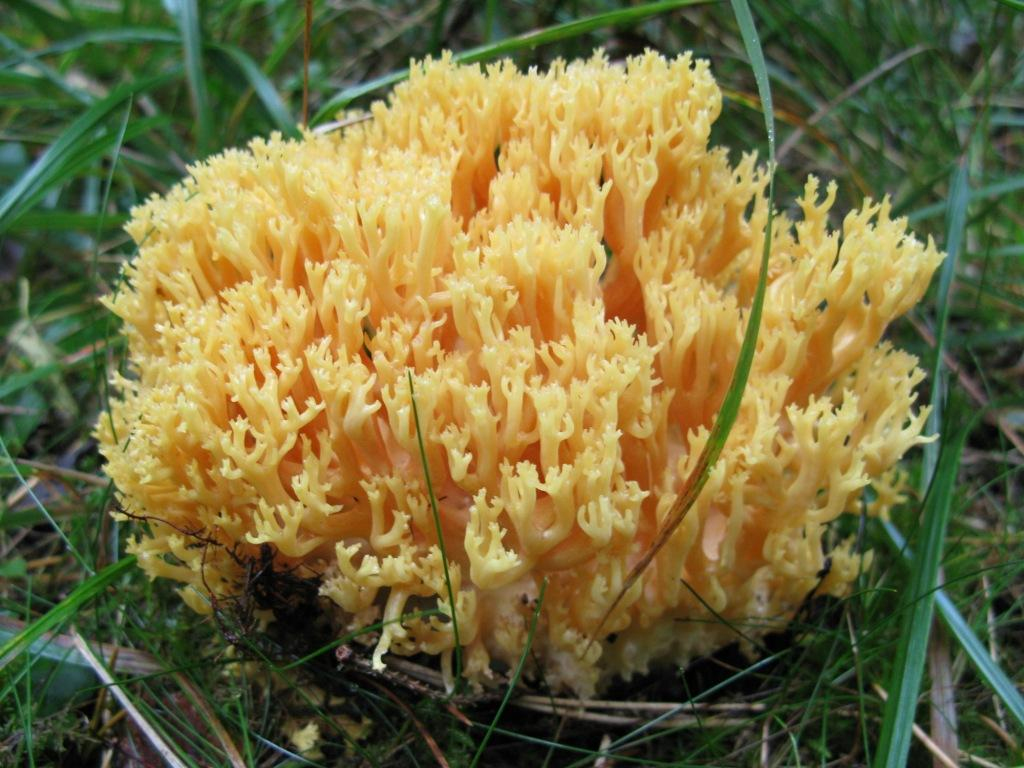
R. flavescens mai tânără
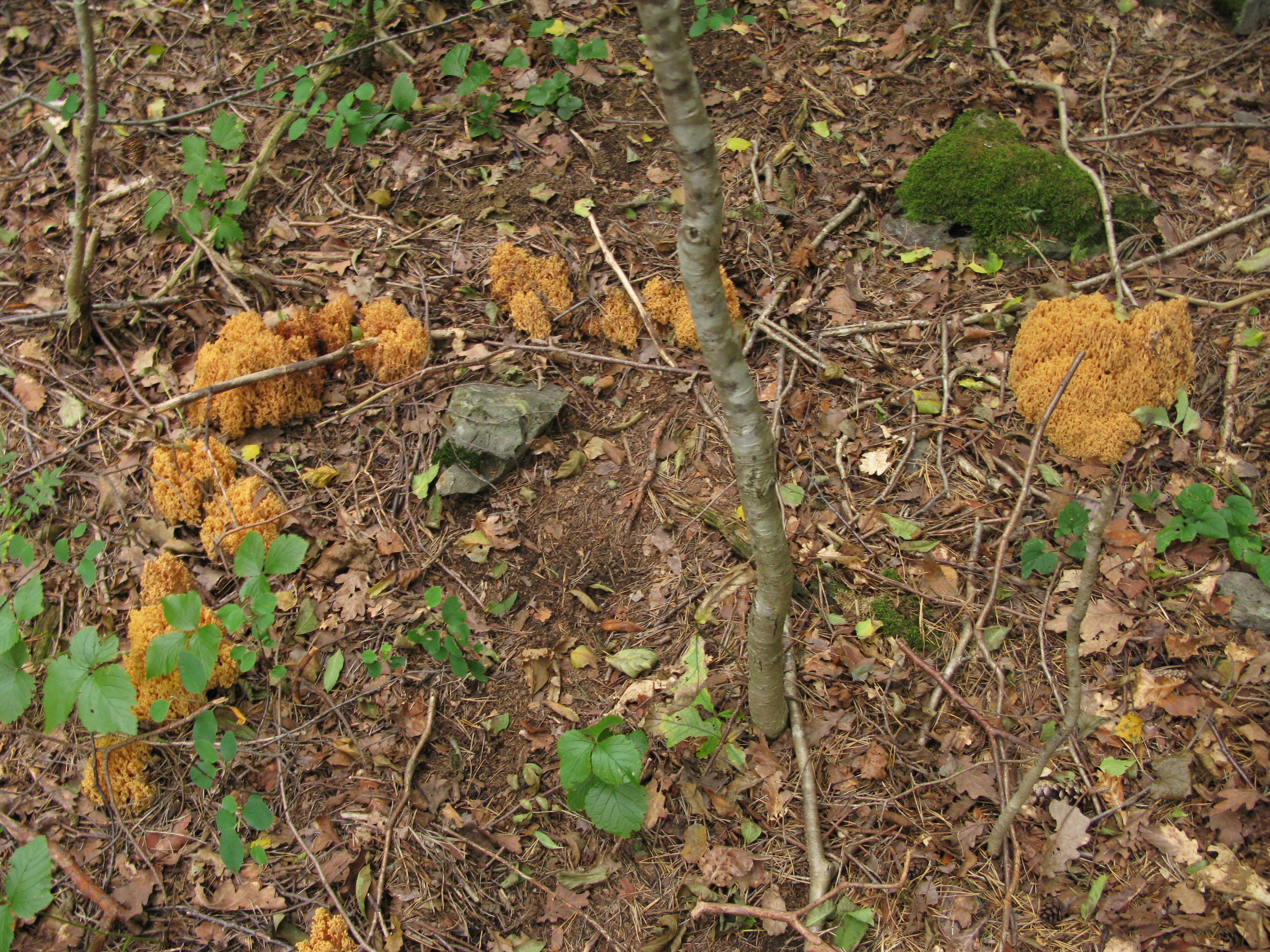
R. flavescens, grup de exemplare mai bătrâne

## Confuzii
Chiar și specialiști au probleme cu diferențierea ciupercii cu alte specii comestibile,  necomestibile sau otrăvitoare ale acestui gen și poate fi astfel ușor confundată cu de exemplu: Ramaria abietina (necomestibilă) Ramaria aurantiosiccescens (E. Schild, 1979), Ramaria aurea (comestibilă) Ramaria botrytis (comestibilă),  Ramaria eumorpha (necomestibilă), Ramaria fennica (necomestibilă), Ramaria flaccida (necomestibilă), Ramaria flava (comestibilă), Ramaria flavobrunnescens (comestibilă), Ramaria formosa (otrăvitoare), Ramaria gracilis (comestibilă), Ramaria largentii (comestibilă), Ramaria obtusissima (comestibilă, numai puțin gustoasă), Ramaria ochroclora (comestibilitate nesigură), Ramaria pallida (otrăvitoare), Ramaria rufescens (comestibilă) Ramaria stricta (necomestibilă), Ramaria testaceoflava (necomestibilă) sau chiar și cu Sparassis crispa (comestibilä) în stadiu tânăr.

## Specii asemănătoare în imagini

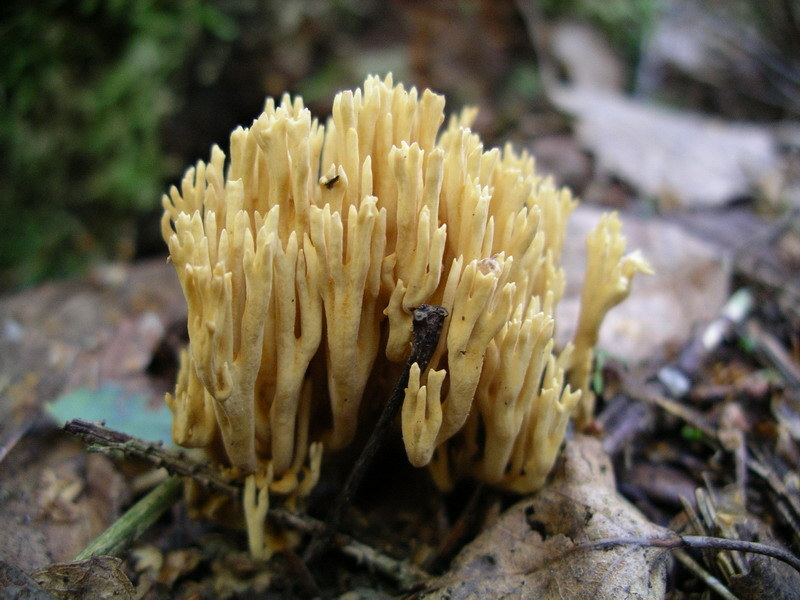
!Ramaria abietina!
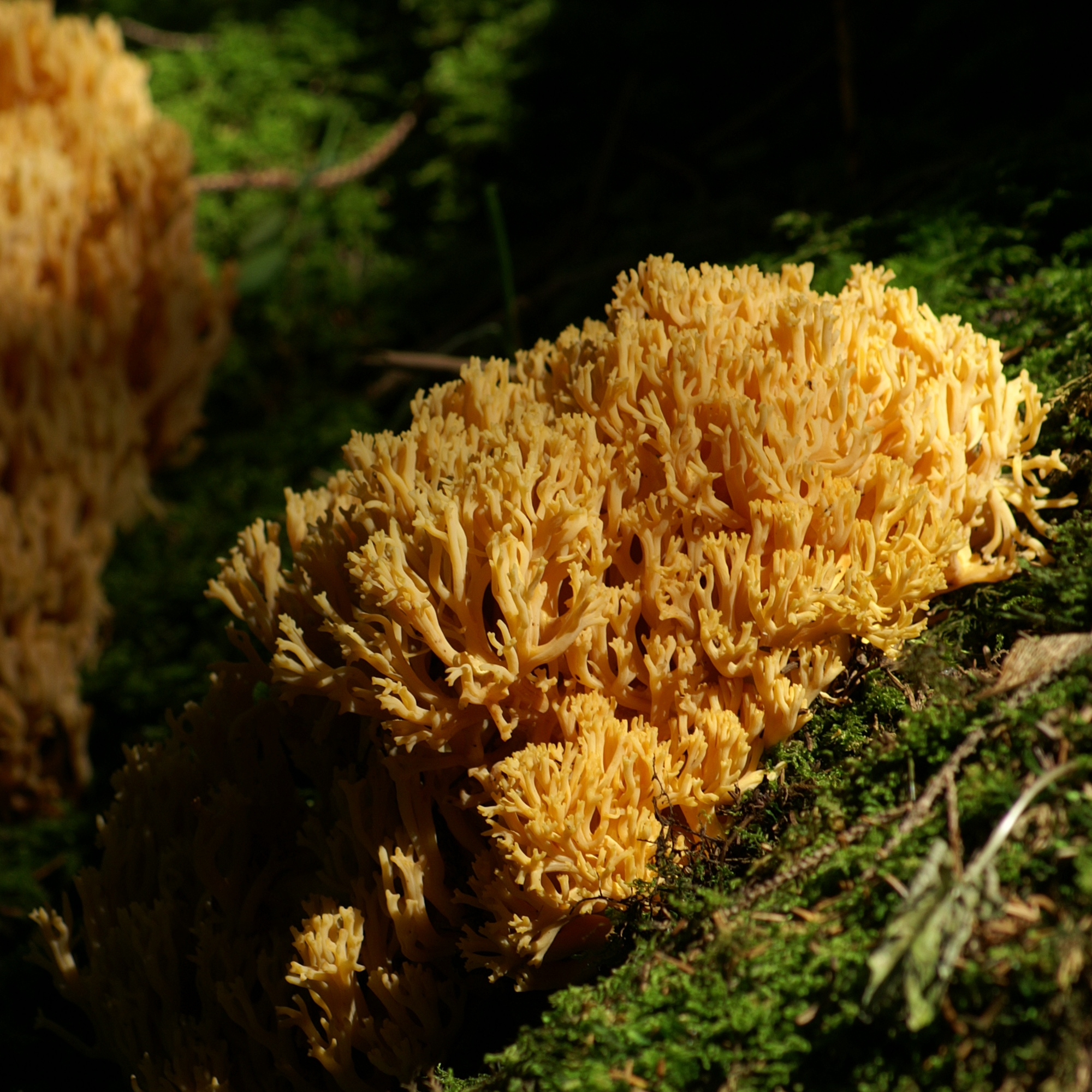
Ramaria aurea
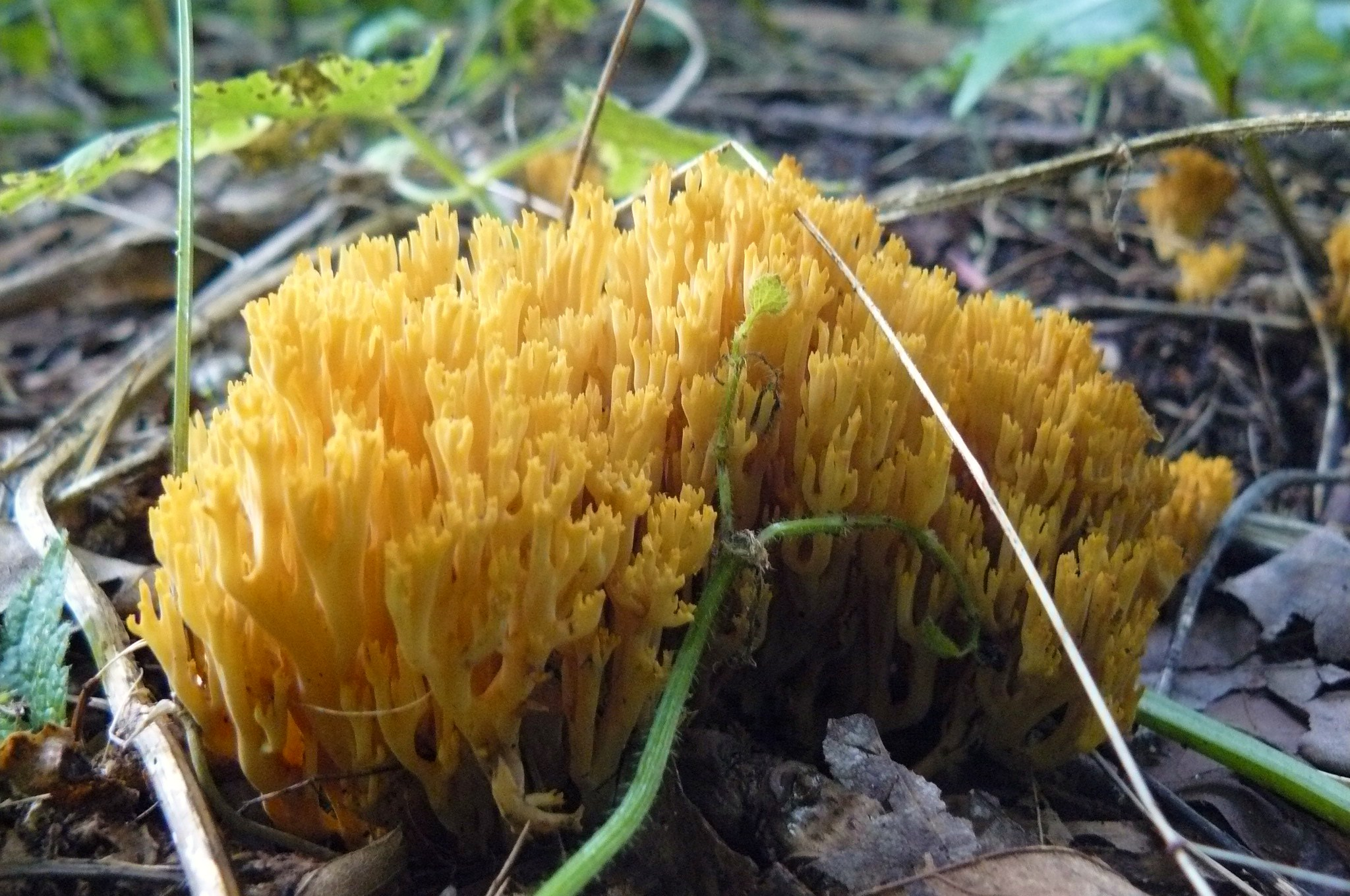
Ramaria aurantiosiccescens
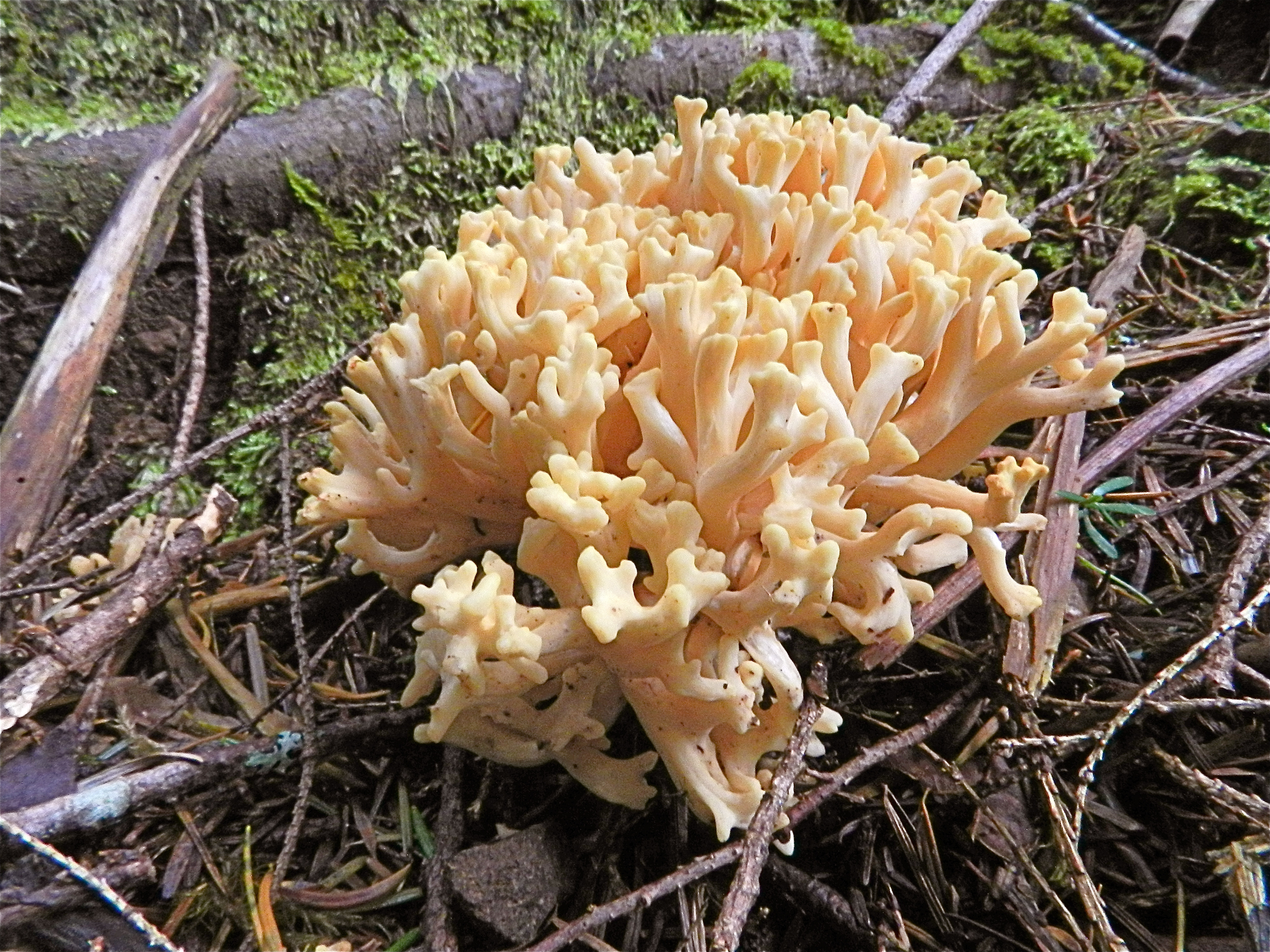
Ramaria botrytis tânără
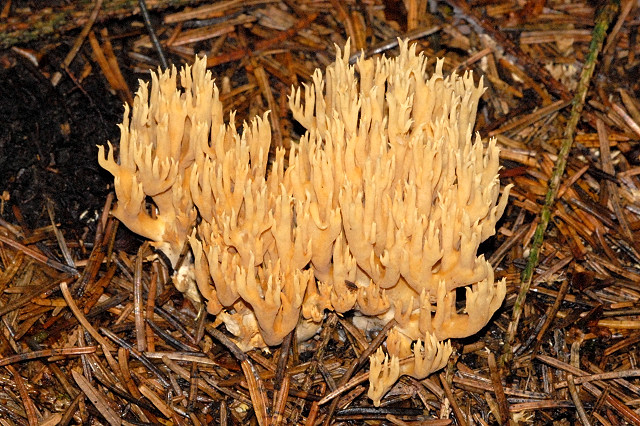
!Ramaria.eumorpha!
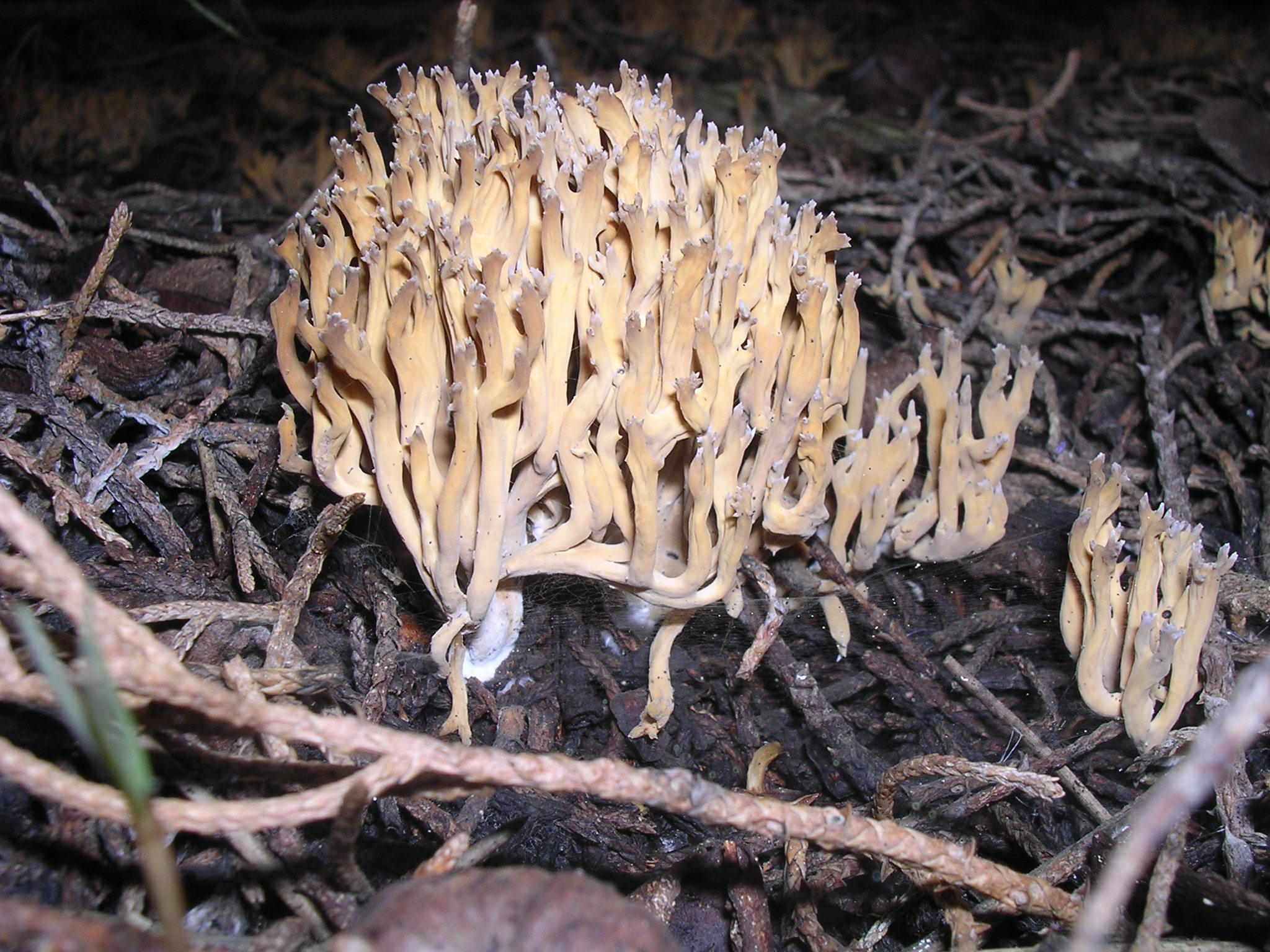
!Ramaria fennica!
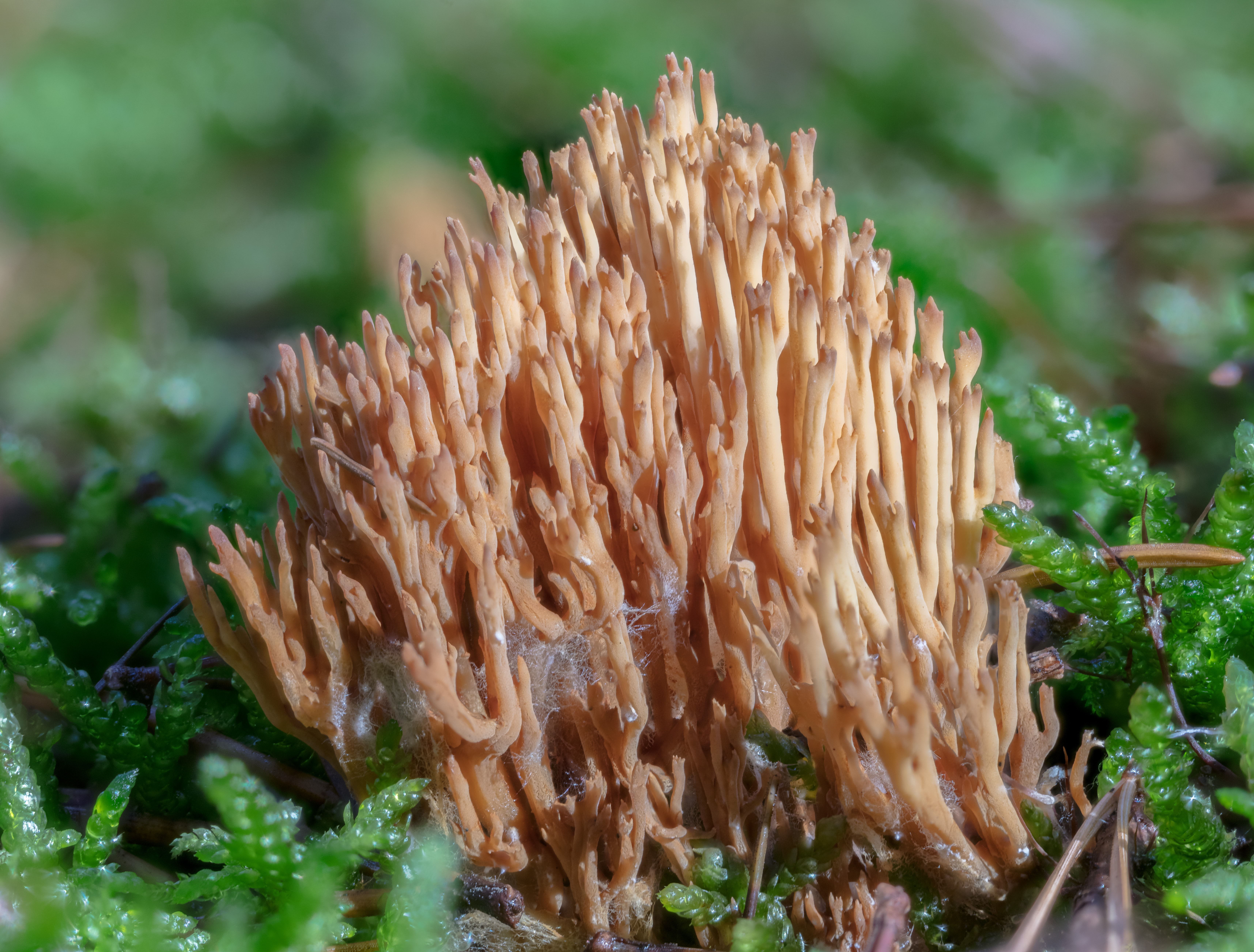
!Ramaria flaccida!
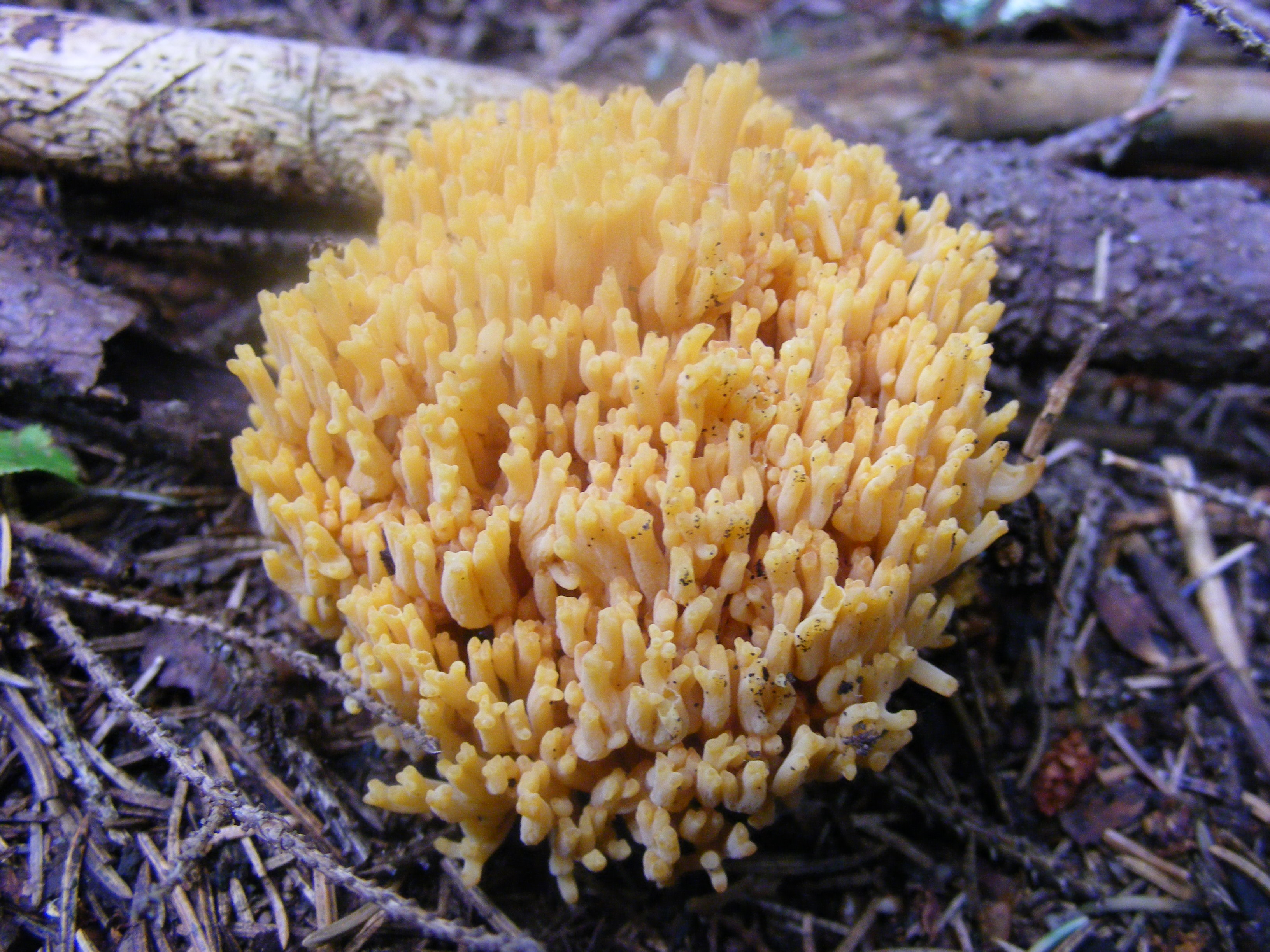
Ramaria flava
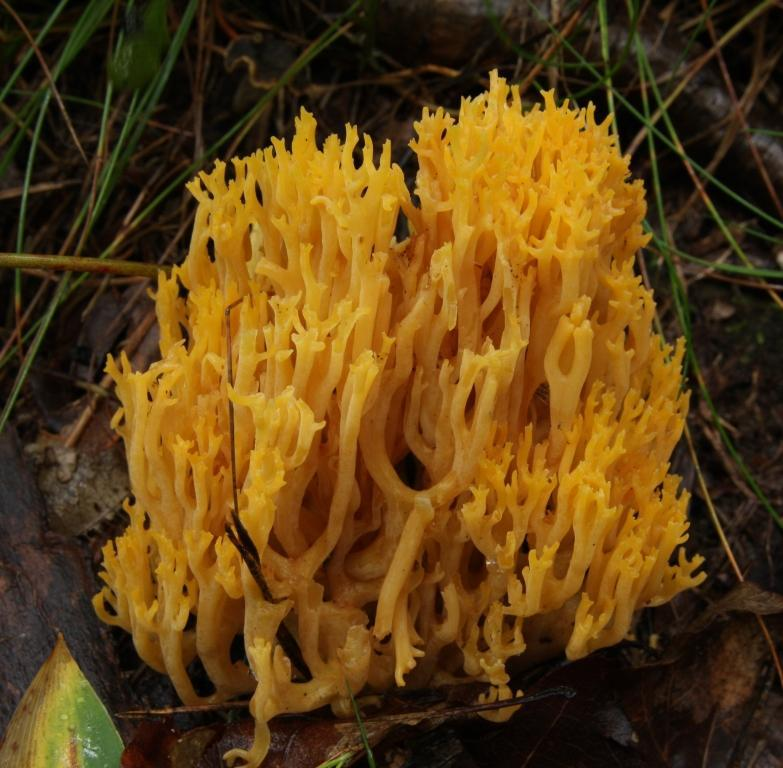
Ramaria flavobrunnescens
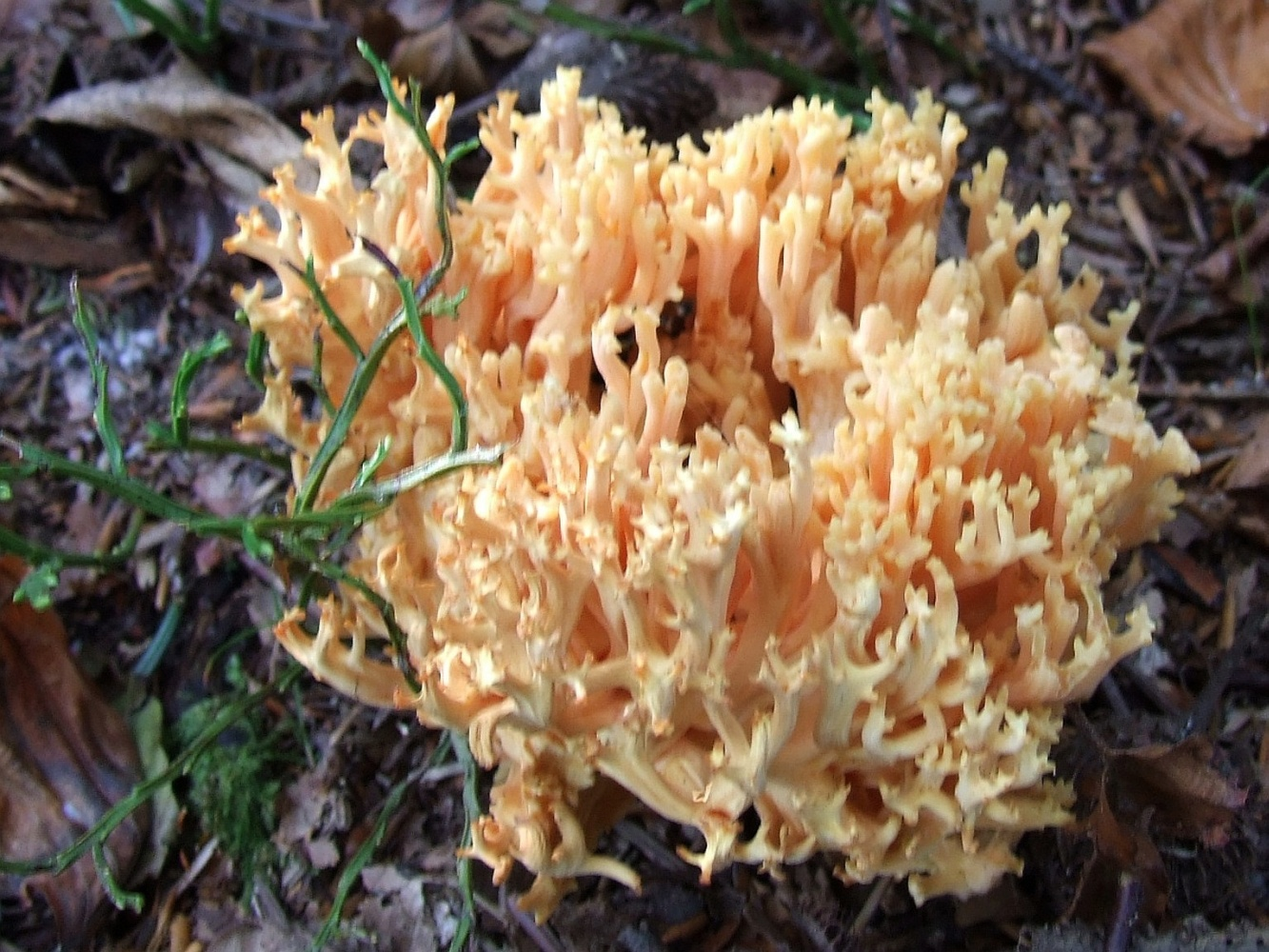
!!Ramaria formosa!!

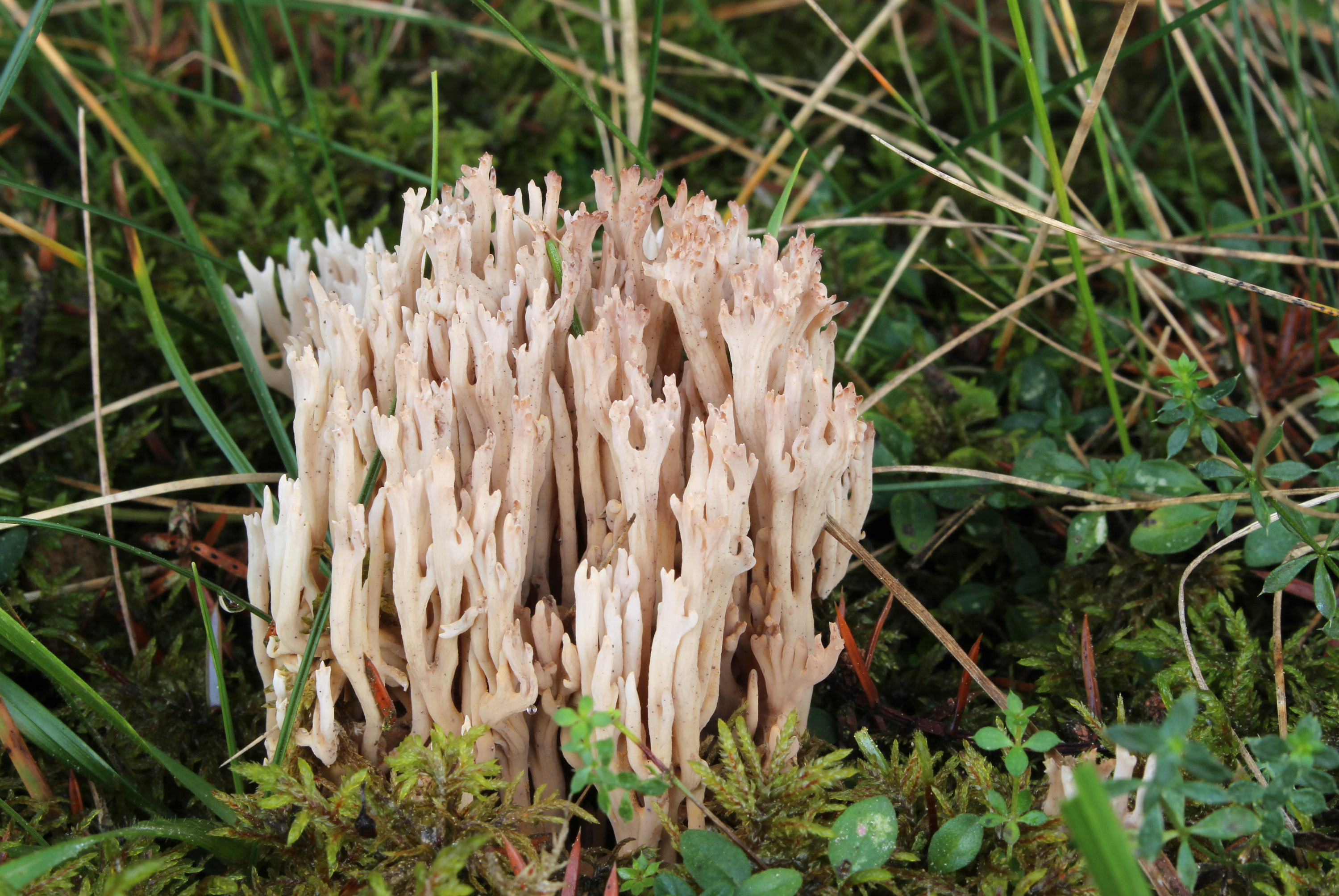
Ramaria gracilis
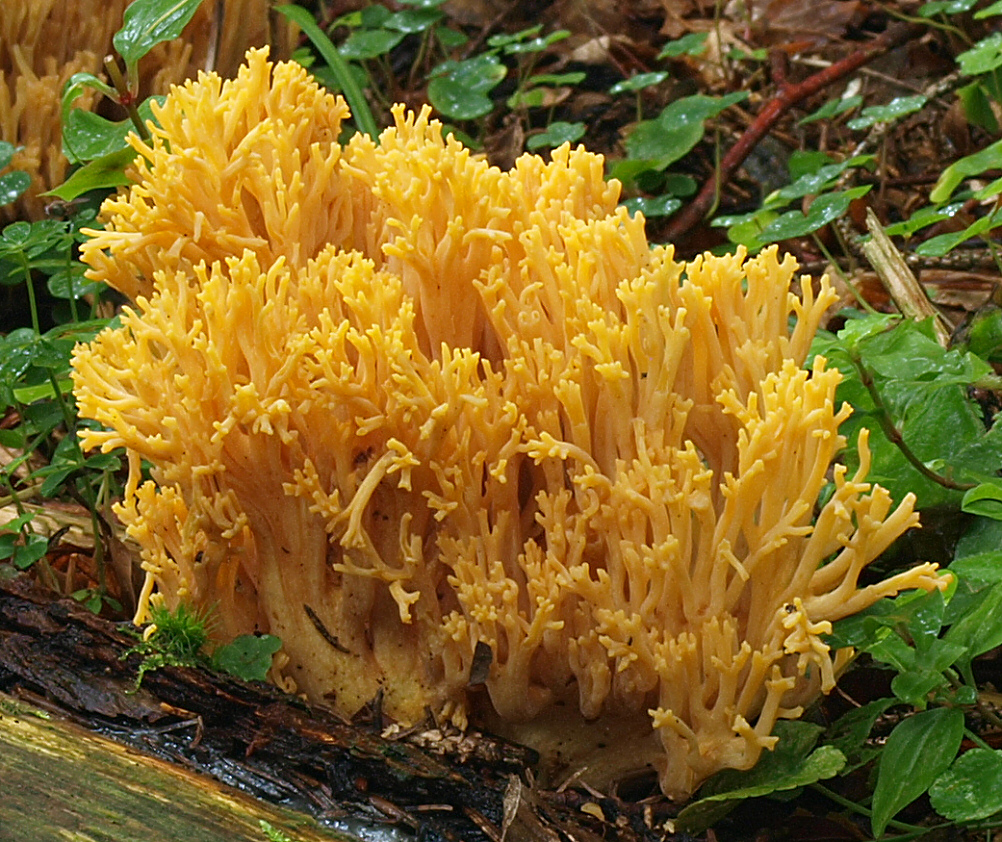
Ramaria largentii
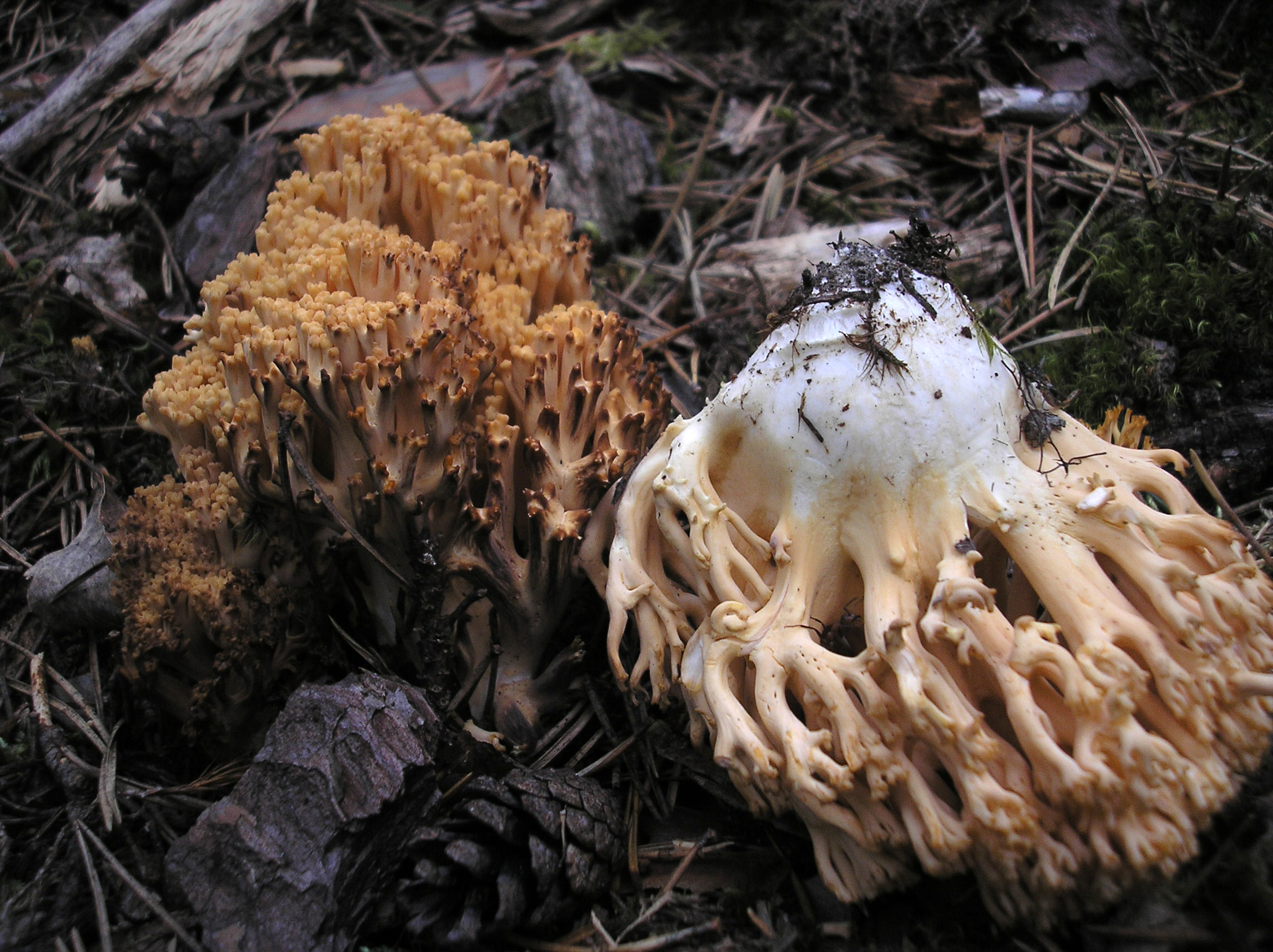
Similară Ramaria obtusissima
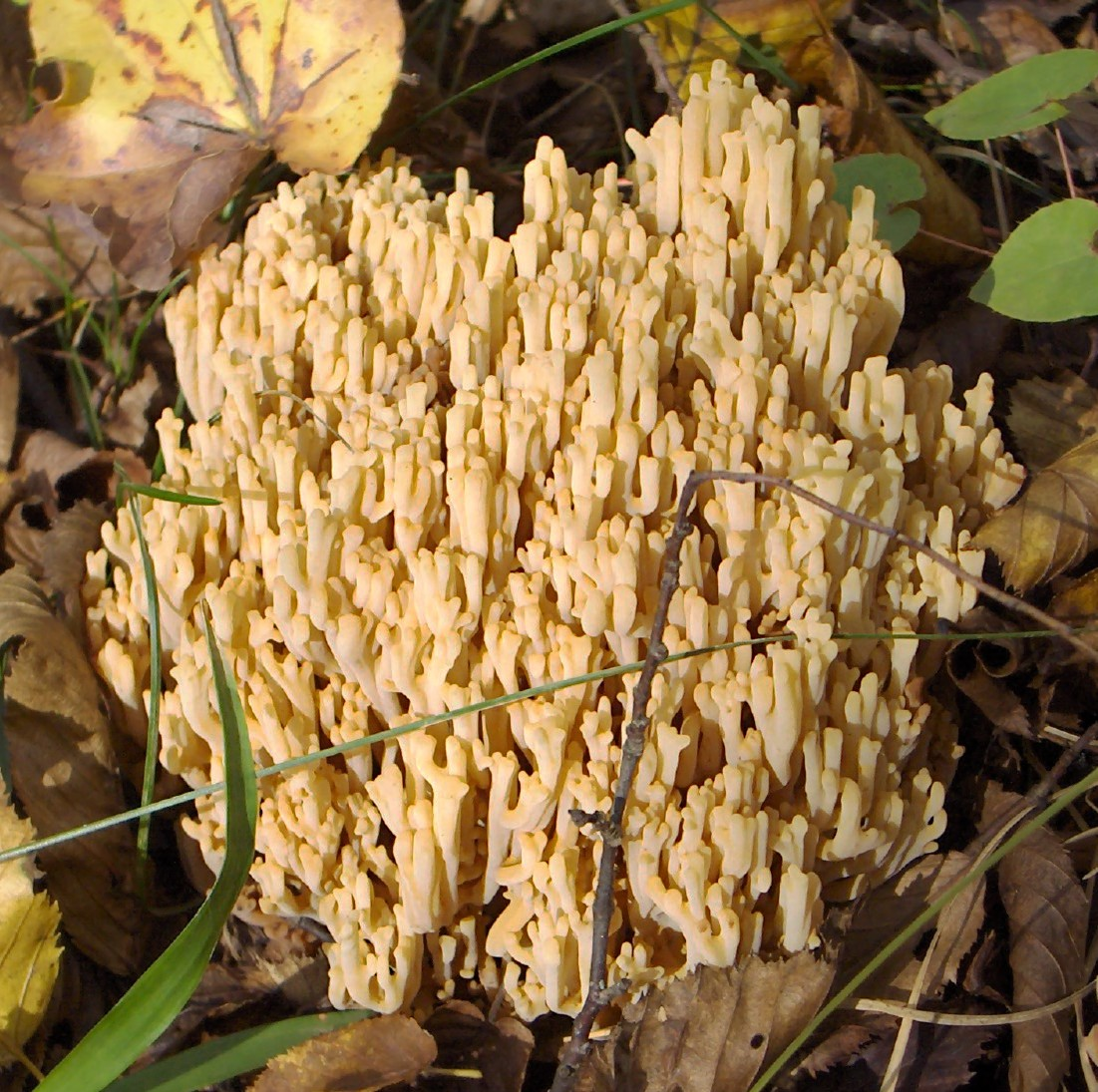
!!Ramaria pallida!!
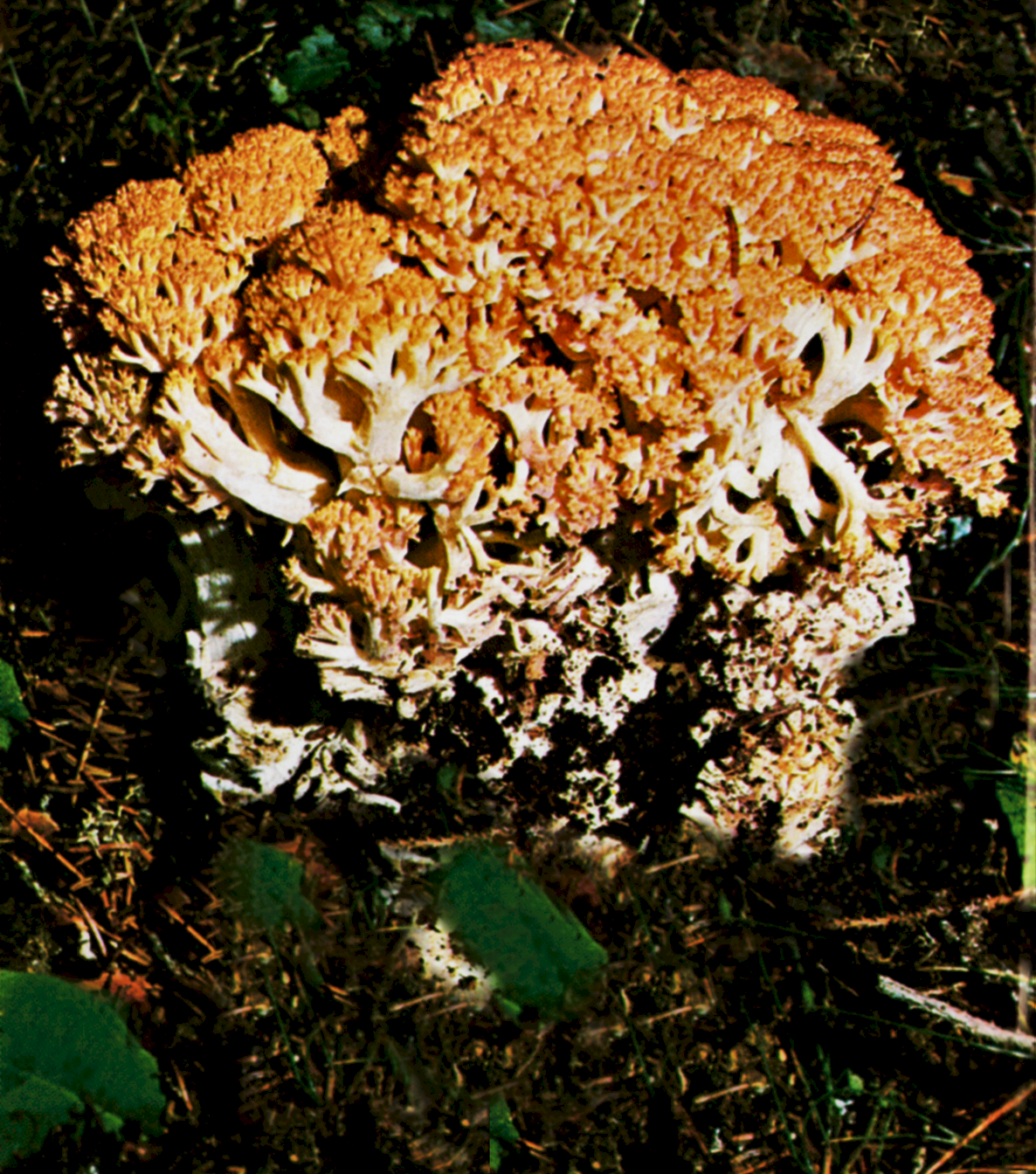
Ramaria rufescens
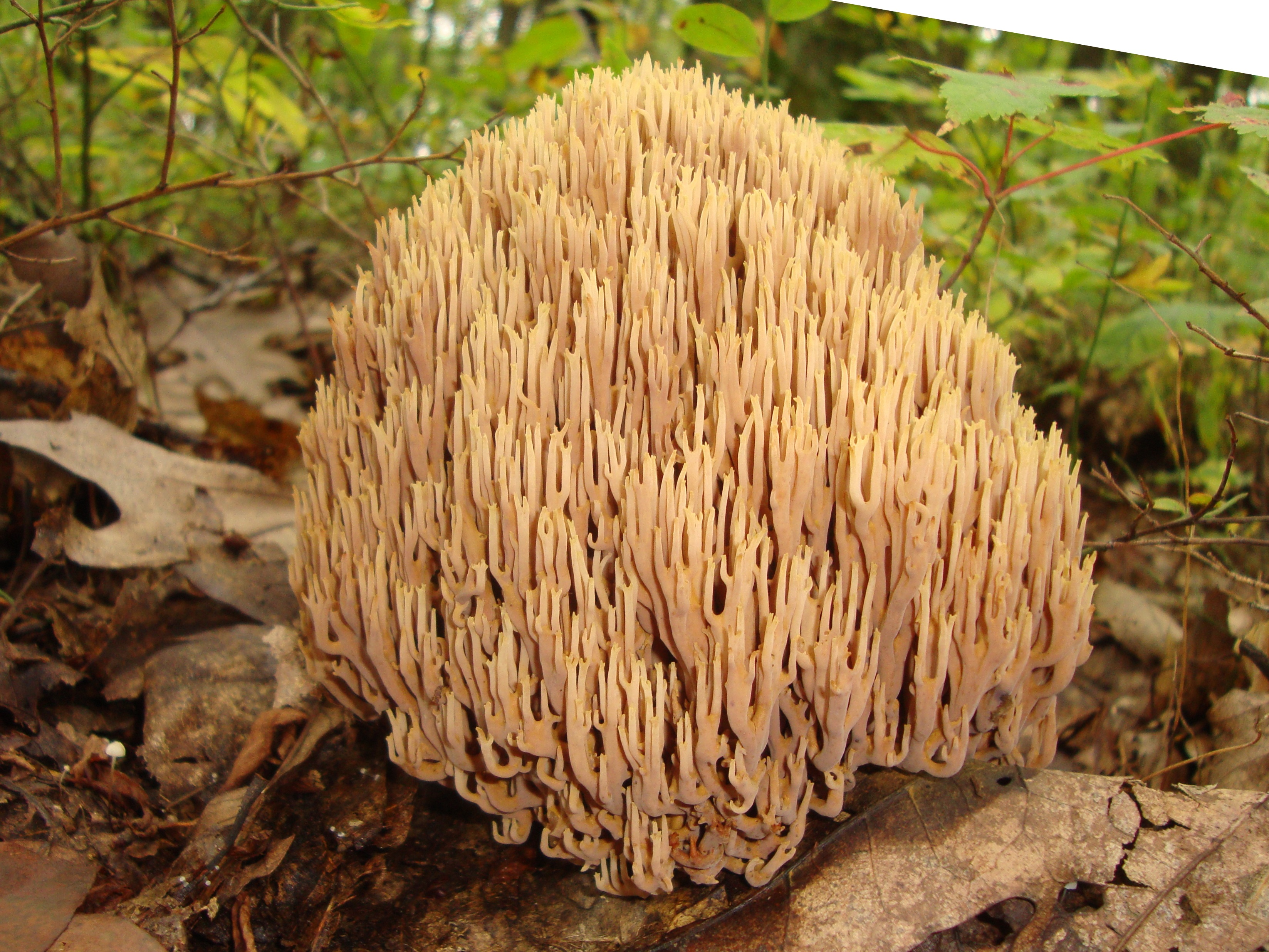
!Ramaria stricta!
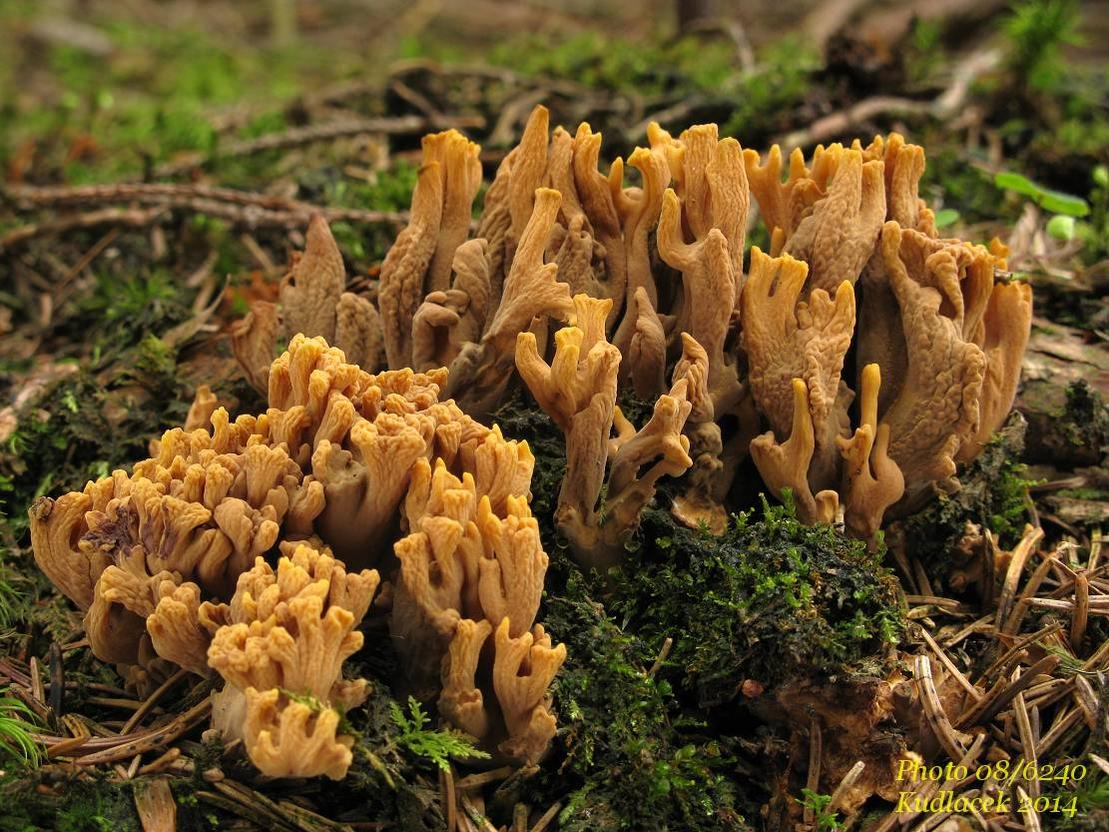
!Ramaria testaceoflava!
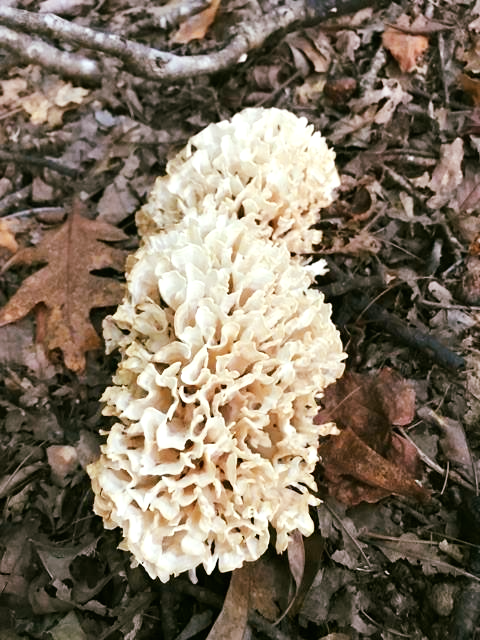
Sparassis crispa tânără

## Valorificare
Mai întâi trebuie constatat încă odată că Ramaria flavescens poate fi confundată extrem de ușor cu alte specii ale genului, astfel și cu destul de toxicul meloșel.
Jurnalul micologic Der Tintling declară specia necomestibilă, dar marea majoritate a micologilor ca de exemplu Josef Breitenbach, Bruno Cetto, Rose Marie Dähncke, Ewald Gerhard, Walter Jülich sau Fred Kränzlin o țin comestibilă. Singur Hans E. Laux precum unele pagini din internet o văd slab otrăvitoare, provocând  probleme gastrointestinale la persoane sensibile, fără însă a comunica resursele. Analize privind toxicitatea buretelui nu au fost găsite.
Se recomandă strict de a folosii mereu bureți tineri ai acestui soi care încă nu au nicio urmă de amărăciune. De asemenea, mai întâi ei trebuie, după îndepărtarea vârfurilor ramificațiilor, să fie blanșați, înainte dea fi preparați ulterior. Specia se potrivește ca adăugare la mâncăruri de ciuperci cu zbârciogi și crețuște sau cu praz dar și cu creier de porc sau vițel. Împreună cu alte ciuperci se folosește și pentru sosuri de vânat, mai departe ea poate fi conservată sub formă de murătură, (atât în combinație cu legume cât și ca atare) sau ca toți bureții în ulei sau oțet.